# Nadżib Szebbi
Nadżib Szebbi (ur. 30 lipca 1944 w Tunisie), tunezyjski polityk, lider Demokratycznej Partii Postępowej, minister rozwoju regionalnego od stycznia do marca 2011.

## Życiorys
Nadżib Szebbi urodził się w Tunisie w 1944. Jego ojciec, z zawodu prawnik, pochodził z Tauzar. Rodzina angażowała się w działalność tunezyjskiego ruchu narodowego. W 1956, w przededniu niepodległości, ojciec poparł Salaha Ben Youssefa przeciwko Habibowi Burgibie, za co znalazł się na rok w więzieniu.
Nadżib Szebbi uczęszczał do francusko-arabskiej szkoły podstawowej w Arjanie, w pobliżu stolicy. W 1964 ukończył stołeczne liceum Lycée Carnot de Tunis. Rozpoczął następnie studia medyczne w Paryżu, z których zrezygnował po dwóch latach na rzecz studiów prawniczych w Tunisie. W tym czasie działał w Powszechnym Związku Studentów Tunezyjskich.
Za swoją działalność polityczną w 1966 został aresztowany i w 1970 skazany przez Sąd Bezpieczeństwa Narodowego na 11 lat pozbawienia wolności. W marcu 1970 został jednak ułaskawiony i umieszczony w areszcie domowym. W lutym 1971 wyjechał do Algierii, gdzie podjął studia prawnicze. Następnie udał się do Francji, angażując się tam w działalność Tymczasowego Komitetu Organizacyjnego, podziemnego ugrupowania skrajnej lewicy. W 1974 został zaocznie skazany na dwa lata więzienia, a rok później na kolejne 9 lat. Do Tunezji powrócił nielegalnie w 1977 lub w 1979.
W 1981 został ułaskawiony. We wrześniu 1983 założył Socjalistyczne Zgromadzenie Postępowe (Rassemblement Socialiste Progressiste, RSP), zalegalizowane w 1988. W 1987 poparł nowego prezydenta Zina Al-Abidina Ben Alego. W roku następnym, razem z liderami innych partii opozycyjnych i partii rządzącej, podpisał Pakt Narodowy, określający zasady wprowadzenia systemu wielopartyjnego. Jego partia wzięła udział w wyborach parlamentarnych w 1989. Z czasem Socjalistyczne Zgromadzenie Postępowe przybierało coraz bardziej krytyczne stanowisko wobec polityki władz, bojkotując również wybory powszechne.
W czerwcu 2001 partia zmieniła nazwę na Demokratyczna Partia Postępowa (Parti Démocrate Progressiste, PDP). W październiku 2005 Szebbi, wraz z siedmioma innymi osobami, podjął miesięczny strajk głodowy w czasie trwającego w Tunezji Światowego Szczytu ds. Społeczeństwa Informatycznego, w proteście przeciwko represjom władz wobec adwokatów, sędziów, dziennikarzy i obrońców praw człowieka. 25 grudnia 2006 zrezygnował ze stanowiska formalnego lidera partii, pozostając dalej w jej Biurze Politycznym. We wrześniu 2007 podjął razem z Mayą Jribi kolejny miesięczny strajk głodowy w proteście przeciwko decyzji sądu o eksmisji PDP z jej siedziby w centrum Tunisu.
Z powodu obowiązujących przepisów prawa wyborczego nie był uprawniony do startu w wyborach prezydenckich w 2004. W wyborach prezydenckich w październiku 2009 również nie wziął udziału. Pomimo początkowych deklaracji, w sierpniu 2009 zrezygnował ze startu w proteście przeciwko procesowi wyborczemu, któremu zarzucił brak „minimum wolności, praworządności i przejrzystości”.
W czasie rewolucji tunezyjskiej w 2011, jako lider jednej z głównych partii opozycyjnych, podjął dialog z premierem Mohamedem Ghannouchim i 17 stycznia 2011 wszedł w skład jego rządu tymczasowego. Objął w nim tekę rozwoju regionalnego. Ze stanowiska zrezygnował 1 marca 2011, oznajmiając, że nie zgadza się z kierunkiem działań rządu.
W czerwcu 2023 r. Ahmed Néjib Chebbi jest podejrzany o podważanie „zewnętrznego bezpieczeństwa państwa”. Ahmed Néjib Chebbi stanął przed sędzią śledczym jednostki antyterrorystycznej w Tunisie.